# Dawn Clifton Tripp
Dawn Clifton Tripp (* 1969 in Westport Point, Massachusetts) ist eine US-amerikanische Schriftstellerin.
2004 erschien ihr Debüt Mondgischt in der deutschen Übersetzung von Andrea Fischer. Darin versetzt Tripp die Leser in ihre Heimat an der Küste Massachusetts. Sie schildert das Leben von drei Frauen in dem Fischerdorf Westport Point zwischen 1913 und 1938.
Der zweite historische Roman, Wasserzeit, von 2005 spielt erneut in Westport Point und Umgebung (New Bedford). Diesmal jedoch im Jahr 1927 (Zeit der Prohibition). Erzählt wird die Geschichte der Geschwister Bridge und Luce und ihres Großvaters Noel, die immer mehr in den gefährlichen Alkoholschmuggel hineingezogen werden. Wasserzeit vereinigt die Genres Kriminalroman, historischer Roman und Liebesgeschichte auf ungewöhnliche Art und Weise.
Der poetische Schreibstil voller Details aus der Geschichte ihres Geburtsortes und ausgeprägter Schilderungen von Natur, Meer und Wetter wird von Literaturkritikern wie Elke Heidenreich geschätzt.
Dawn Clifton Tripps Bücher erinnern teilweise an Werke von Annie Proulx, Eva-Marie Liffner und James Ellroy.
Am 13. September 2005 wurde Dawn Clifton Tripp in das Literaturhaus Villa Clementine in Wiesbaden eingeladen. Sie las aus Wasserzeit und zeigte Fotos aus Massachusetts.
Die Autorin lebt mit ihrem Mann und Sohn an der Bucht von Westport Point.

## Werke
- Mondgischt (2004), Moon Tide (2003)
- Wasserzeit (2005), The Season of Open Water (2005)